# Étrange Destin
Pour plus de détails, voir Fiche technique et Distribution.
Étrange Destin est un film français réalisé par Louis Cuny et sorti en 1946.

## Fiche technique
- Titre : Étrange Destin
- Réalisation : Louis Cuny
- Scénario : Marcelle Maurette
- Dialogues : Jean Sarment, d'après la nouvelle Gisèle et son destin d'A. de Lacombe
- Photographie : Léonce-Henri Burel
- Montage : Maurice Serein
- Musique : Marc Berthomieu et René Cloërec
- Son : Émile Lagarde
- Décors : Aimé Bazin
- Costumes : Rosine Delamare
- Producteur : André Paulvé
- Société de production : Célia Films
- Pays de production :  France
- Langue : français
- Genre : Film dramatique
- Durée : 110 minutes
- Dates de sortie : 
  - France : 5 juin 1946

## Distribution
- Renée Saint-Cyr
- Henri Vidal
- Aimé Clariond
- Denise Grey
- Nathalie Nattier
- Gabrielle Fontan
- Robert Favart
- Luce Fabiole
- Roger Rudel
- Hélène Bellanger